# Umayyadtraditionen om att förbanna Ali
Att förbanna Ali var en statlig politik som utövades av umayyadkalifatet mellan år 661 och 750 (41 och 132 AH) för att diskreditera Ali ibn Abi Talibs partisaner och upprätthålla lojalitet till staten (Ali dog 661). Umar II:s kalifat sägs ha varit ett undantag, men hans regeringstid var kort och utgjorde inte allvarliga utmaningar för umayyadpolitiken. Denna praxis avslutades till slut då umayyaderna störtades.